# ابن ناهوج الإسكافي
ابن ناهوج الإسكافي: الحسن بن علي بن أبي سالم المعمر بن عبد الملك بن ناهوج الإسكافي الأصل، البغدادي المولد والدار، أبو البدر بن أبي منصور، أحد الكتاب المتصرفين في خدمة الديوان الإمامي هو وأبوه.
قال الصَّفَدي: وكان فيه فضلٌ، وله أدبٌ بارعٌ، وعربية، ويكتب خطاً حسناً على طريقة ابن مقلة، قل نظيره فيه.
ولقي المشايخ، وصنف عدة تصانيف في الأدب، وتنقل في الولايات، وصحب أبا محمد بن الخشاب النحوي، وقرأ عليه وعلق عنه تعاليق.
وحج وجاور بمكة، ثم صار إلى الشام وأقام بحلب مدة، ثم انتقل إلى مصر، وسكنها إلى أن مات سنة 596 هـ عن سبع وستين سنةً، ودفن بالقرافة.
وأورد ياقوت الحموي جملة من رسائله إلى القاضي الفاضل.
وله شعر رائق.